# Metallkunde
Die Metallkunde (auch Lehre von den Metallen) oder Metallphysik ist ein Teilgebiet der Materialwissenschaften. Gegenstand der Lehren ist die Synthese und Untersuchung von Struktur und Eigenschaften der Metalle und der metallischen Werkstoffe. Die Metallkunde erarbeitet die theoretischen Grundlagen, auf denen praktische Gebiete wie die Metallurgie aufsetzen. Beide bedienen sie sich der theoretischen und experimentellen Methoden der Metallografie, der zerstörenden und zerstörungsfreien Werkstoffprüfung und der Festkörperphysik. Seit der Verbreitung von Computern werden auch verstärkt Simulationstechniken eingesetzt.

## Metallkundliche Forschungen
In der Frühzeit konnte es ausschlaggebend sein, die besseren Werkstoffe für das Anfertigen von Waffen zu haben. 
Fortschrittliche Metalltechnik existierte schon bevor die chemischen und physikalischen Zusammenhänge verstanden wurden. Die eigentliche wissenschaftliche Erforschung der Metalle begann erst vor etwa 160 Jahren. Es brauchte bis zum 20. Jahrhundert, bis die wissenschaftliche Metalltechnik die praktische überholte, sodass Werkstoffe gezielt verbessert oder neue Werkstoffe entwickelt werden konnten.
Die Metalltechnik wird unterteilt in Metallurgie und Metallkunde. Die Metallkunde beschreibt die Eigenschaften der Metalle. Die allgemeine Metallkunde beschäftigt sich mit den den verschiedenen Metallen gemeinsamen Zuständen und Vorgängen und in der speziellen Metallkunde werden die Besonderheiten von bestimmten Metallen und Legierungen verdeutlicht. Die theoretische Metallkunde wird auch als Metallphysik (Teilgebiet der Festkörperphysik) bezeichnet, da diese eine enge Verflechtung mit der Physik aufweist.

### Ausgezeichnete Personen für Forschungsarbeiten auf diesem Gebiet
- Volmar Gerold Masing-Gedächtnispreis der Deutschen Gesellschaft für Metallkunde (1962)[2]
- Peter Haasen Preis der Universität Göttingen
- Egon Orowan

### Preise
- Masing-Gedächtnispreis der Deutschen Gesellschaft für Materialkunde (DGM)
- Lectureship der Federation of European Materials Societies (FEMS).